# Ванна солянокислотна

Розташування та обв'язка обладнання при кислотних обробках за допомогою агрегатів Азінмаш-30: 1 - агрегат Азінмаш-30 з ємностями для робочої рідини; 2 - насосний агрегат; 3 - ємність для промивальної рідини

Ванна солянокислотна (рос.ванна солянокислотная; англ. hydrochloric acid bath; нім. Salzsäurewanne f) — у нафтовидобуванні — процес оброблення (очищення) вибою свердловини без нагнітання кислоти в пласт. Ванна солянокислотна — різновид солянокислотного оброблення свердловин.

## Загальний опис
Кислотну ванну використовують для обробки карбонатних колекторів із добре розвиненою природною тріщинуватістю, продуктивність яких була знижена при бурінні або консервації свердловин. При цьому кислота сприяє вилученню із пласта глинистого розчину і розчиняє частинки карбонатних порід, що проникли у тріщини пласта.
Для різних умов рекомендується застосовувати два види кислотних ванн: без тиску і під тиском.
У першому випадку цей метод збільшення продуктивності свердловин застосовується для видалення глинистої кірки та очищення фільтрової частини свердловини перед обробкою привибійної зони або перед ремонтними роботами. У другому випадку кислотну ванну застосовують у свердловинах, заповнених рідиною чи газом, за наступною технологією.
Для транспортування кислоти та інших робочих рідин до свердловини використо¬вують спеціальні агрегати, наприклад, Азінмаш-30 та автоцистерни типу 4ЦР.
Після кислотної обробки свердловини освоюють за допомогою компресорних установок УКП-80 та УКС-80, а також із використанням колтюбінгової установки.
Для приготування робочих рідин використовують металеві ємності місткістю 25 - 50 м3.

## Технологія проведення кислотної ванни та різновиди
Технологія проведення кислотної ванни під тиском відрізняється тим, що після закачування необхідної кількості кислотного розчину на вибої створюється тиск, який перевищує пластовий, але не перевищує тиску промивальної рідини при розкритті пласта бурінням.
Проста СКО ефективна для дії на карбонатні пласти із слаборозвиненою тріщинуватістю, колекторські властивості яких визначаються пористістю. При цьому кислота, реагуючи з породою, значно збільшує порові канали, що глибоко проникають у пласт. Крім того проста кислотна обробка застосовується для впливу на пласт кислотою в радіусі зони проникнення промивальної рідини або її фільтрату і включає наступні операції:
- 1) Інтенсивно промивають вибій і привибійну зону з метою попереднього очищення фільтрату для подальшого впливу кислотою;
- 2) Кислотну ванну застосовують для руйнування та видалення глинистої кірки, а також очищення тріщин;
- 3) Вибій і привибійну зону свердловини промивають від продуктів реакції;
- 4) У пласт закачують і продавлюють запроєктований об'єм кислоти;
- 5) Свердловину освоюють і вводять в експлуатацію.

Масована СКО застосовується для обробки пористих нетріщинуватих карбонатних пластів, в яких проникність привибійної зони знижена через фаціальні зміни або проникнення у пласт промивальних рідин і зважених частинок при бурінні або ремонтних роботах. Масовану кислотну обробку проводять з метою впливу на пласт кислотою в радіусі десятків метрів. Технологія її проведення аналогічна, як і при простій обробці. Питому кількість кислоти беруть максимальну.
Спрямовану кислотну обробку застосовують тоді, коли з усієї розкритої потужності потрібно обробити певний інтервал. У свердловинах, де продуктивний пласт перекритий експлуатаційною колоною, спрямована СКО здійснюється за допомогою гідропіскоструминного або кумулятивного перфоратора.
У свердловину на насосно-компресорних або бурильних трубах чи колоні гнучких труб колтюбінгової установки опускають гідропіскоструминний або кумулятивний перфоратор і встановлюють у заданому інтервалі. При відкритому затрубному просторі колону і пласт перфорують у необхідному напрямку, а потім виконують зворотне промивання свердловини. Після перфорації стовп рідини у трубах витісняють розчином соляної кислоти. Затрубну засувку закривають, а розчин кислоти, що залишився, закачують і продавлюють у пласт.
Після обробки корінну засувку на гирлі закривають і свердловину витримують під залишковим тиском до його повної стабілізації або різкого зниження.
Глинокислотні розчини застосовують для проведення ванн, простих, масованих, спрямованих та інших обробок пласта.
Для обробки із застосуванням двох видів кислот застосовуються два варіанти.
За першим варіантом спочатку закачують соляну кислоту, потім плавикову (фтористоводневу). Щоб унеможливити контакт відпрацьованої соляної кислоти з плавиковою, при якому утворюються осади фтористого кальцію і фтористого магнію, об'єм соляної кислоти повинен перевищувати об'єм плавикової у 2,5 — 3 рази. Після витримування кислоти свердловину освоюють і вводять в експлуатацію.
За другим варіантом спочатку закачують соляну кислоту, потім вилучають продукти реакції, після чого нагнітають плавикову кислоту.
Фтористоводневу кислоту застосовують лише у суміші із соляною. Таку кислотну суміш (глинокислоту) використовують для обробки свердловин, складених карбонатними породами або сильнокарбонізованими пісковиками.
Технологія обробки глинокислотою повинна виключати її тривалий контакт із металом труб. З цією метою, при низькій приймальності пласта, закачування і продавлювання кислоти проводять при відкритому вибої порціями, розміщуючи кожну порцію тільки в межах фільтра або товщини оброблюваного пласта. При достатній приймальності закачування кислоти і продавлювання її у пласт необхідно здійснювати без перерви.
Якщо застосовувана кислота руйнує скелет пласта, замість кислотної обробки необхідно проводити гідророзрив пласта нейтральною рідиною із закріпленням тріщин розриву.
Для приготування розчину соляної кислоти у ємність набирають необхідну кількість води, потім додають потрібну кількість концентрованої соляної кислоти та ретельно перемішують. У розчин вводять інгібітор і стабілізатор (оцтову кислоту, хлористий барій). Потім додають поверхнево-активні речовини і після перемішування розчин залишають у спокої для осадження та видалення сірчанокислого барію.